# Нові Зятці
Нові Зя́тці (рос. Новые Зятцы) — село в Ігринському районі Удмуртії, Росія.

## Населення
Населення — 435 осіб (2010; 571 в 2002).
Національний склад станом на 2002 рік:
- росіяни — 53 %
- удмурти — 42 %

## Урбаноніми[3]
- вулиці — Будівників, Дружби, Зоря, Молодіжна, Південна, Польова, Центральна